# Spondylurus semitaeniatus
Spondylurus semitaeniatus — вид сцинкоподібних ящірок родини сцинкових (Scincidae). Мешкає на Віргінських островах.

## Поширення і екологія
Spondylurus semitaeniatus мешкають на багатьох Американських і Британських Віргінських островах. Вони живуть в прибережних чагарникових, кактусових і трав'янистих заростях, трапляються серед скель. Є живородними, самиці нарожують від 2 до 4 дитинчат.

## Збереження
МСОП класифікує цей вид як такий, що перебуває на межі зникнення. Spondylurus semitaeniatus загрожує хижацтво з боку інтродукованих мангустів, що призвело до зникнення цього виду на острові Сент-Томас та, можливо, на острові Сент-Джон.